# Garfield (2024.)
Garfield je američki računalno-animirani pustolovni film iz 2024. godine, temeljen prema istoimenom stripu Jima Davidsa. Film je proizveo Columbia Pictures u suradnji s Alcon Entertainmentom, animirao DNEG Animation, a distribuirao ga Sony Pictures Releasing.
Film je režirao Mark Dindal prema scenariju Davida Reynoldsa, a glas Garfieldu posuđuje Chris Pratt.
Garfield je prikazan u kinima SAD-a 24. svibnja 2024. godine.

## Glasovna postava i hrvatska sinkronizacija
| Ime            | Engleska inačica     | Hrvatska inačica |
| -------------- | -------------------- | ---------------- |
| Garfield       | Chris Pratt          | Filip Riđički    |
| Vic            | Samuel L. Jackson    | Ljubomir Kerekeš |
| Marge Malone   | Cecily Strong        | Ana Begić        |
| Otto           | Ving Rhames          | Enes Vejzović    |
| Jinx           | Hannah Waddingham    | Jadranka Đokić   |
| Jon Arbuckle   | Nicholas Hoult       | Marko Petrić     |
| Ronald         | Brett Goldstein      | Slavko Sobin     |
| Nolan          | Bowen Yang           | Davor Gobac      |
| Maurice        | Snoop Dogg           | Baby Lasagna     |
| Olivia         | Janelle James        | Goran Vinčić     |
| Snickers       | Angus Cloud          | Iskra Jirsak     |
| Ethel          | Alicia Grace Turrell | Bojana Gregorić  |
| Dr. Liz Wilson | Dev Joshi            | Lana Blaće       |

Ostali glasovi:
- Dražen Bratulić
- Mirela Brekalo
- Daniel Dizdar
- Dora Jakobović
- Lucija Ćustić
- Marko Jelić
- Goran Vrbanić
- Nikica Viličić
- Ana Ćapalija
- Boris Barberić

### Sinkronizacija
- Studio: Livada Produkcija
- Režija i prijevod: Sara Hribar
- Distribucija: Continental Film

## Produkcija
Sedam godina nakon što je 2009. godine istekla licenca 20th Century Foxu, razvoj novog računalno-animiranog Garfield filma započeo je u svibnju 2016. Najavljeno je da će Mark Dindal režirati film u studenom 2018., a produkcija započeti u prosincu. Unatoč tome što je Viacom stekao prava na Garfielda u kolovozu 2019., projekt je još uvijek bio u proizvodnji, prema riječima Dindala, u prosincu 2020. U studenom 2021. godine Sony Pictures kupio je distribucijska prava za film, izvan Kine, a Chris Pratt je dobio ulogu Garfielda, dok će animaciju osigurati DNEG. Ostatak glumačke ekipe pridružio se 2022. godine.

## Vanjske poveznice
- Garfield u internetskoj bazi filmova IMDb-a